# Anastrepha robusta
Anastrepha robusta är en tvåvingeart som beskrevs av Greene 1934. Anastrepha robusta ingår i släktet Anastrepha och familjen borrflugor. Inga underarter finns listade i Catalogue of Life.